# ليلى بنت أبي مرة الثقفي
ليلى بنت أبي مرّة بن عروة الثقفي، هي زوجة الإمام الحسين وأم علي الأكبر الذی قتل مع أبيه في كربلاء.
وهناك خلاف بين المؤرخين حول حضور ليلی في كربلاء.

## نسبها وحياتها
ليلى هي بنت ابي مرة بن عروة بن مسعود الثقفي كان جدها عروة من وجهاء العرب، الذي أرسلته قريش للنبي يوم الحديبية لعقد الصلح معه. أسلم عروة في السنة التاسعة من الهجرة على يد الرسول، فرجع إلى قومه ودعاهم إلى الإسلام فرموه بسهم وقتلوه.
وأمّا والد ليلى فهو أبي مرة الثقفي، وهو ابن عم المختار الثقفي، ولد في عهد الرسول.
حين قُتل عروة خرج إبنه أبي مره مع أخيه إلى الرسول وأعلماه بقتل أبيهما ثم أسلما عند الرسول ورجعا مسلمين إلى الطائف.
وأمّا أمّ ليلى فهي ميمونة بنت أبي سفيان (أخت معاوية).
تزوجت ليلى من الحسين بن علي، فولدت له علي الأكبر الذي قتل مع أبیه في كربلاء.

## حضورها في كربلاء
لم يعثر في كتب المقاتل والتواريخ المعتبرة تصريحاً في حضور ليلى في واقعة الطف لا نفياً ولا إثباتا، ولذلك يختلف المورخون في حضورها في كربلاء:
يعتقد البعض كالمحقق التستري والشيخ القمي بأن عدم ذكر اسم ليلى في الكتب المعتبرة والمقاتل لا في واقعة كربلاء ولا في الكوفة والشام، يدلّ على عدم حضورها.
يقول الشيخ عباس القمي:«" لم أظفر بشيء يدلّ على مجيء ليلى إلى كربلاء."»
يقول العلّأمة مرتضى المطهري:«" هناك نموذج آخر للتحريف في وقائع عاشوراء، وهو القصّة التي أصبحت معروفة جدّاً في القراءات الحسينية والمآتم، وهي قصّة ليلى أُمّ علي الأكبر، هذه القصّة لا يوجد في الحقيقة دليل تاريخي واحد يؤكّد وقوعها، نعم فأُمّ علي الأكبر موجودة في التاريخ، واسمها ليلى بالفعل، ولكن ليس هناك مؤرّخ واحد يشير إلى حضورها لمعركة كربلاء، ومع ذلك فما أكثر المآتم التي تقرأ لنا قصّة احتضان ليلى لابنها علي الأكبر في ساحة الوغى والمشهد العاطفي والخيالي الم."»
ولكن يخالف البعض هذا الرأي وهم يعتقدون بأنّ عدم ذكر التاريخ لحضور ليلى لا يدلّ على نفي حضورها، كما أنّ التاريخ قد أهمل عن ذكر أسماء الأكثرية الساحقة في وقائع مختلفة.

## وفاتها
لم يظهر في المصادر سنة وفاتها ولا مقدار عمرها ويستدلّ البعض بأن اهمال مصادر التاريخ لذكر إسمها في واقعة كربلاء لعله يكون بدليل وفاتها قبل الواقعة. يُقال أنّ قبر ليلى بنت أبي مرة يقع في البقيع وهو في جوار قبر أم البنين.